# Hoplomaque

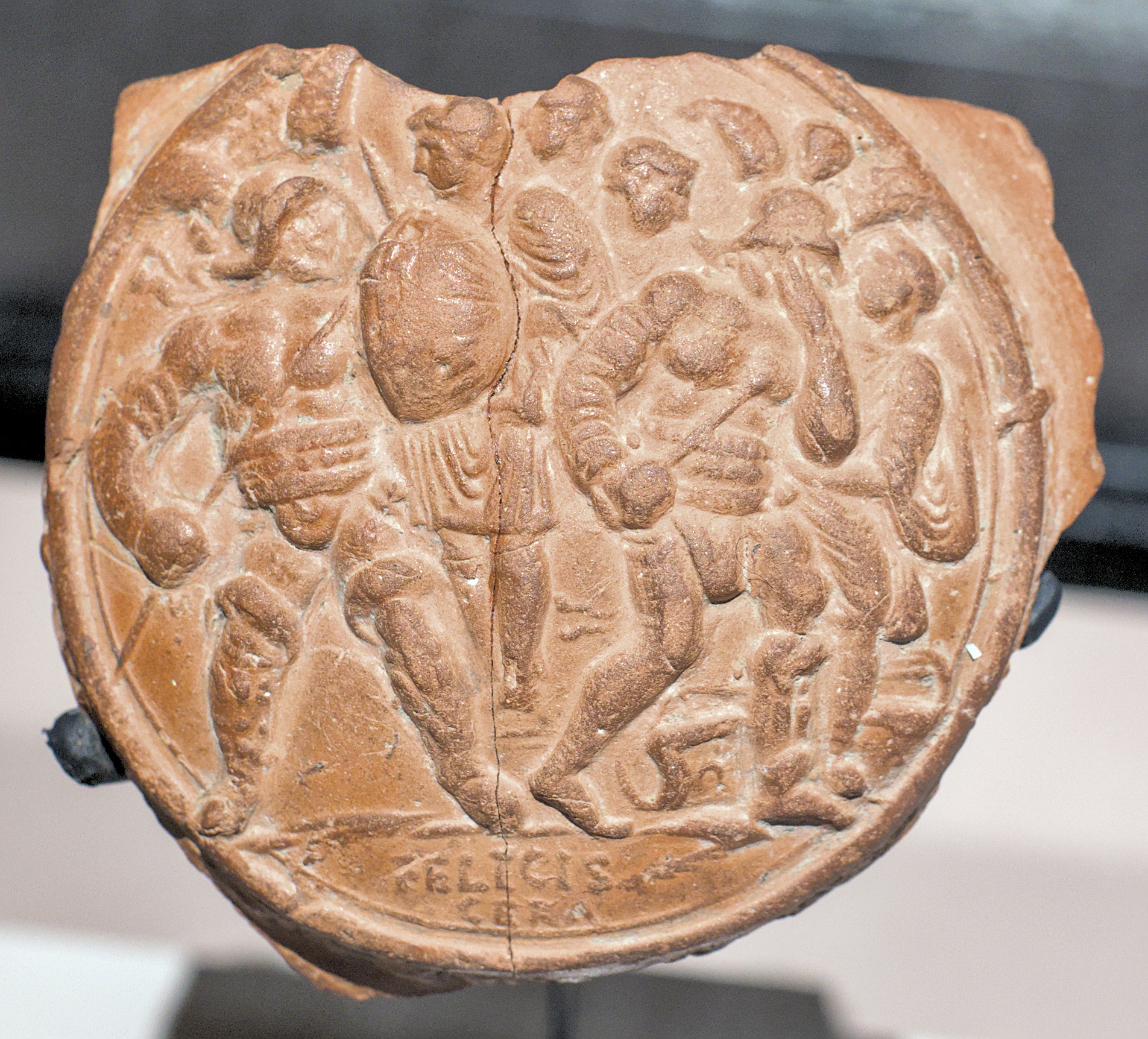
Au premier plan un hoplomaque, lance en main, Musée gallo-romain de Fourvière.

 (septembre 2017).
Si vous disposez d'ouvrages ou d'articles de référence ou si vous connaissez des sites web de qualité traitant du thème abordé ici, merci de compléter l'article en donnant les références utiles à sa vérifiabilité et en les liant à la section « Notes et références ».
L'hoplomaque ou oplomaque (oplomachus en latin) est un gladiateur de la catégorie des parmati, armé d'un petit bouclier hémisphérique. Son adversaire principal est le mirmillon. Plus rarement, il peut affronter le Thrace.

## Équipements

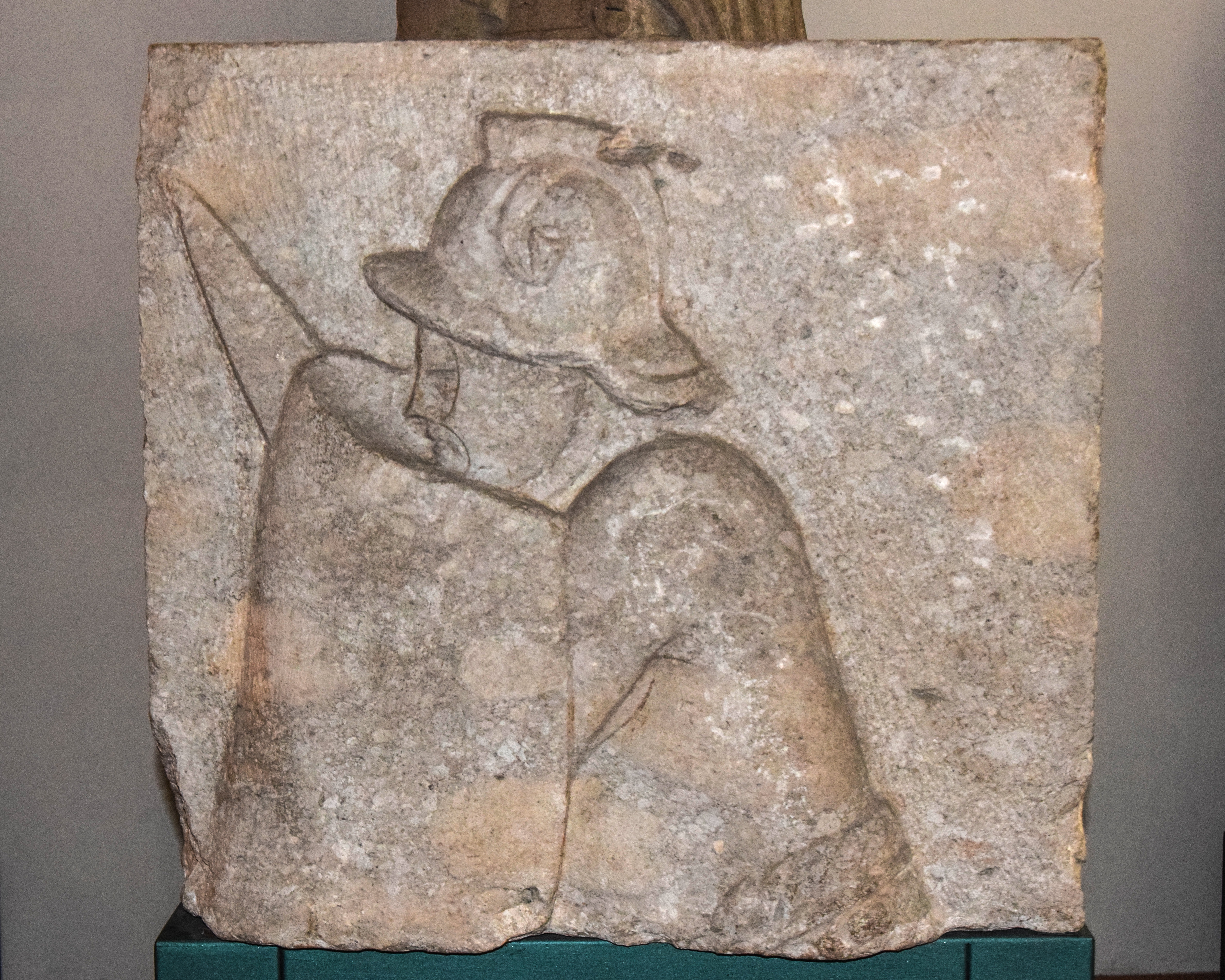
Relief d'hoplomachus lors d'un combat, du Musée du Samnium.

L'hoplomaque possède un casque doré assez différent des autres qui en ont un en argent . Comme armement offensif, un hoplomaque avait une lance pour combattre son adversaire à distance et un glaive court pour le corps à corps. Sa parma est un petit bouclier hémisphérique. Tant qu'il combat à la lance l'hoplomaque porte son glaive dans la main qui tient l'enarme de sa parma hémisphérique. L'hoplomaque commence le duel avec sa lance en essayant de piquer son adversaire à distance. S'il perd sa lance ou que son adversaire parvient à casser la distance qui les sépare, l'hoplomaque se saisit alors de son glaive court et poursuit le combat au corps à corps. La forme hémisphérique de la parma de l'hoplomaque enferme l'avant-bras et empêche l'utilisation du bouclier en percussion contrairement aux boucliers à manipule du mirmillon et du thrace. Son casque était équivalent à celui d'un thrace mais sans la tête de griffon sur le cimier. Il est, avec le thrace, le seul gladiateur à porter deux jambières très hautes, les autres types de gladiateurs n'en portant qu'une à la jambe gauche. La manica sur le bras droit vient compléter l'équipement défensif ainsi que des protections sur les cuisses qui peuvent prendre la forme de braies matelassées et portées sous le subligaculum.

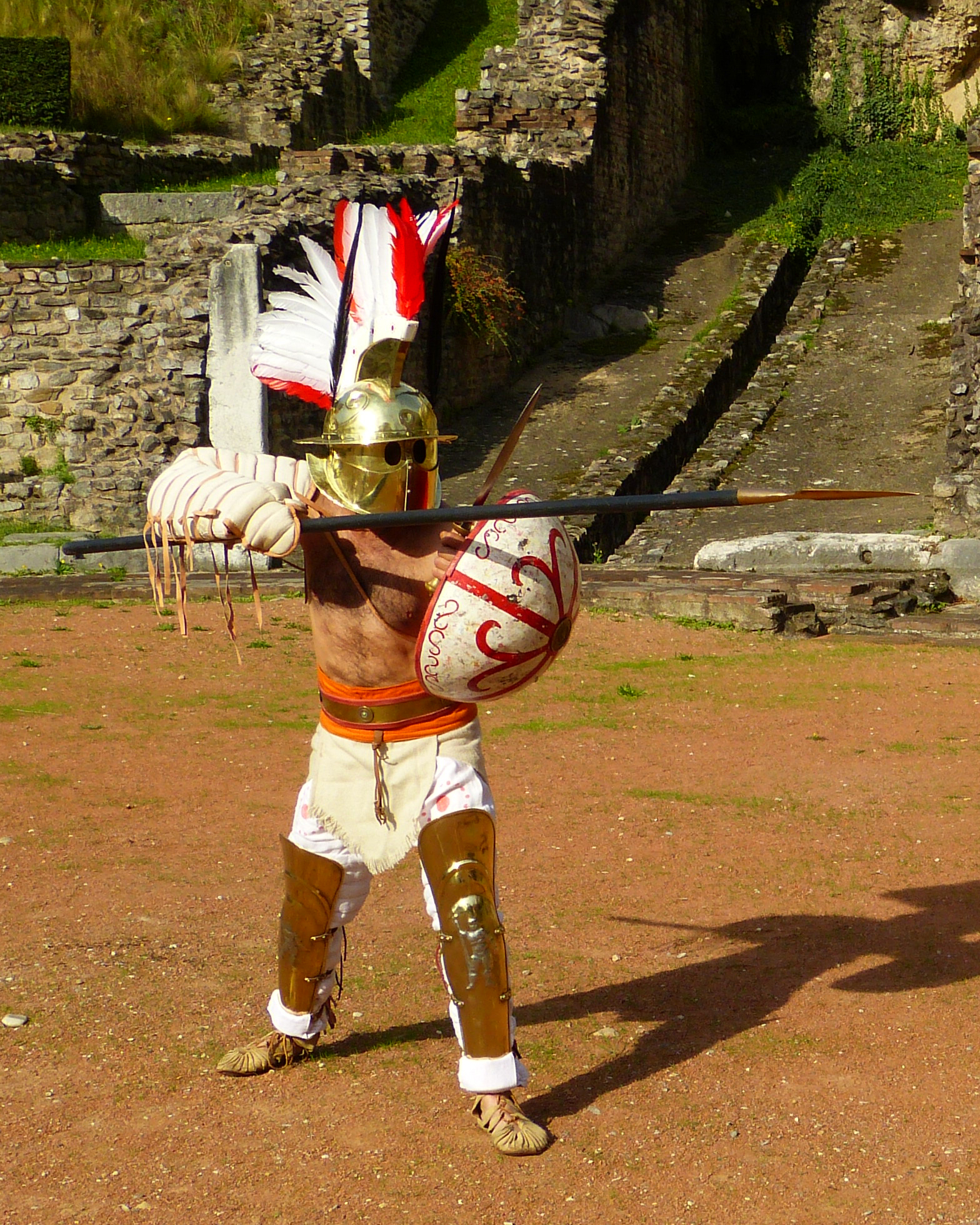
Reconstitution d'un hoplomache dans l'amphithéâtre des trois gaules. Troupe PAX AUGUSTA.

## Compléments
Les représentations d'hoplomaques combattant des thraces le montrent rarement avec sa lance, si bien que ce combat très particulier (puisque opposant deux gladiateurs à petits boucliers) se faisait souvent avec pour seules armes offensives le glaive court et la sica.